# 铁路桥

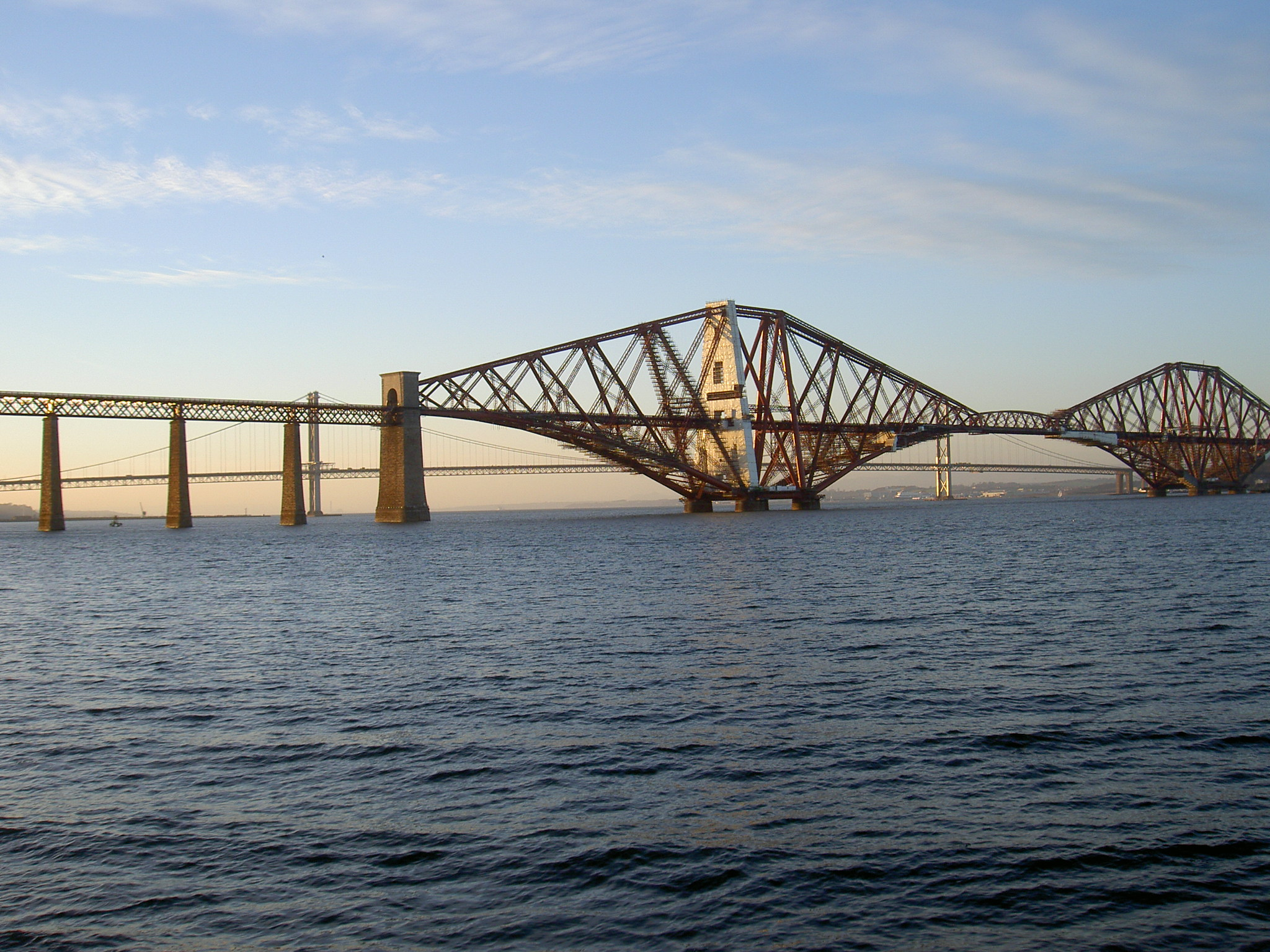
福斯桥

铁路桥是用于铁路运输的桥梁。

## 简介
因为用于铁路运输，所以称为铁路桥，结构多为钢制。分为梁式桥、悬索桥、拱式桥、斜拉桥等类型。早期的铁路桥(如芝加哥地鐵)一般都沒有欄杆，或者只有很矮和簡陋的欄杆(正常情況下列車不會出軌)；現在的鐵路橋，像港鐵馬鞍山綫，就在路軌旁鋪設了鋼製逃生通道。

## 中国大陆铁路桥列表

### 横跨水道
- 广州金沙洲珠江大桥（位于广州地铁6号线沙贝站至河沙站区间）
- 佛山顺德水道大桥（位于佛山地铁3号线广教站至伦教站区间）
- 东莞北海河矮塔斜拉桥
- 东莞东江南特大桥（位于穗深城际铁路洪梅站至东莞港站区间）
- 重庆嘉华轨道专用桥（位于重庆轨道交通9号线化龙桥站至李家坪站区间）

## 内部链接
- 高架橋
- 架空道路
- 铁路立体交汇